# تشیکاگا، هوکایدو
تشیکاگا، هوکایدو (به لاتین: Teshikaga, Hokkaido) یک منطقهٔ مسکونی در ژاپن است که در Kushiro Subprefecture واقع شده‌است. تشیکاگا ۸٬۶۹۰ نفر جمعیت دارد.

## نگارخانه

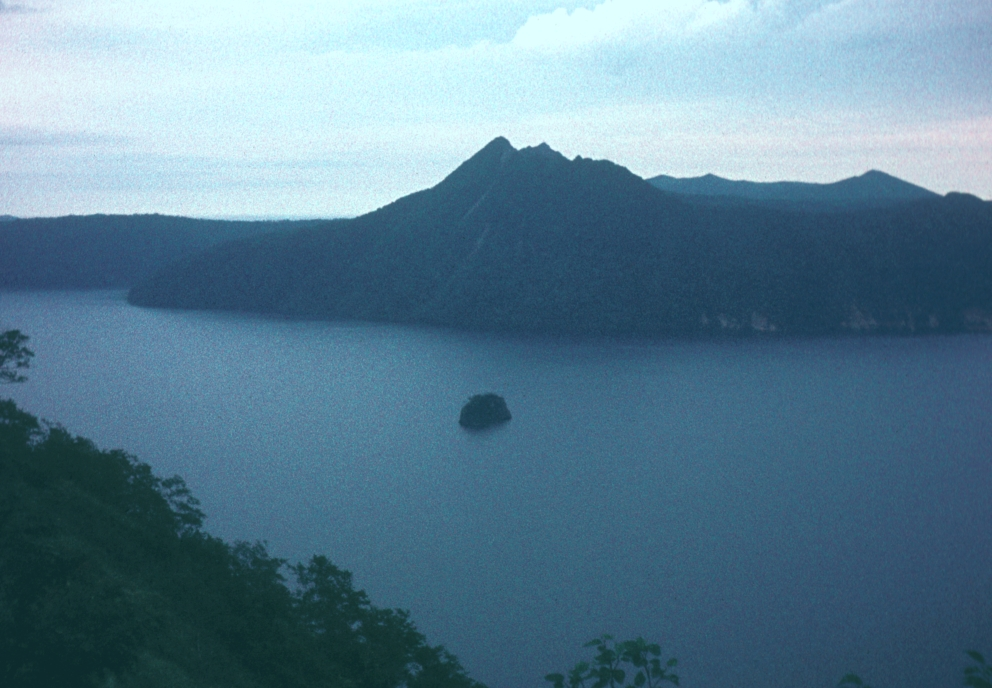
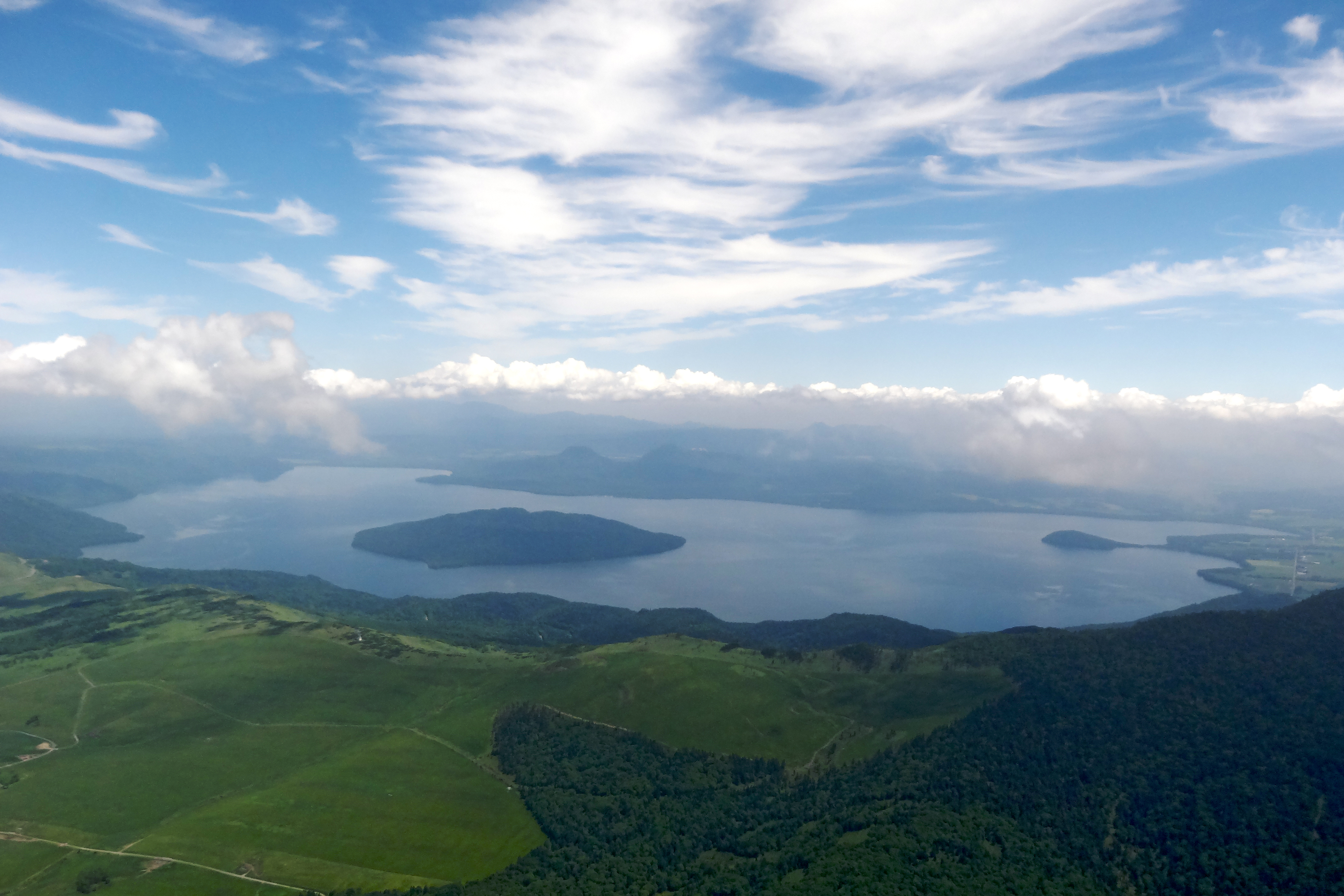